# Wallwachhaus
Wallwachhaus ist die Bezeichnung für ein dem Hochwasserschutz dienendes Gebäude.

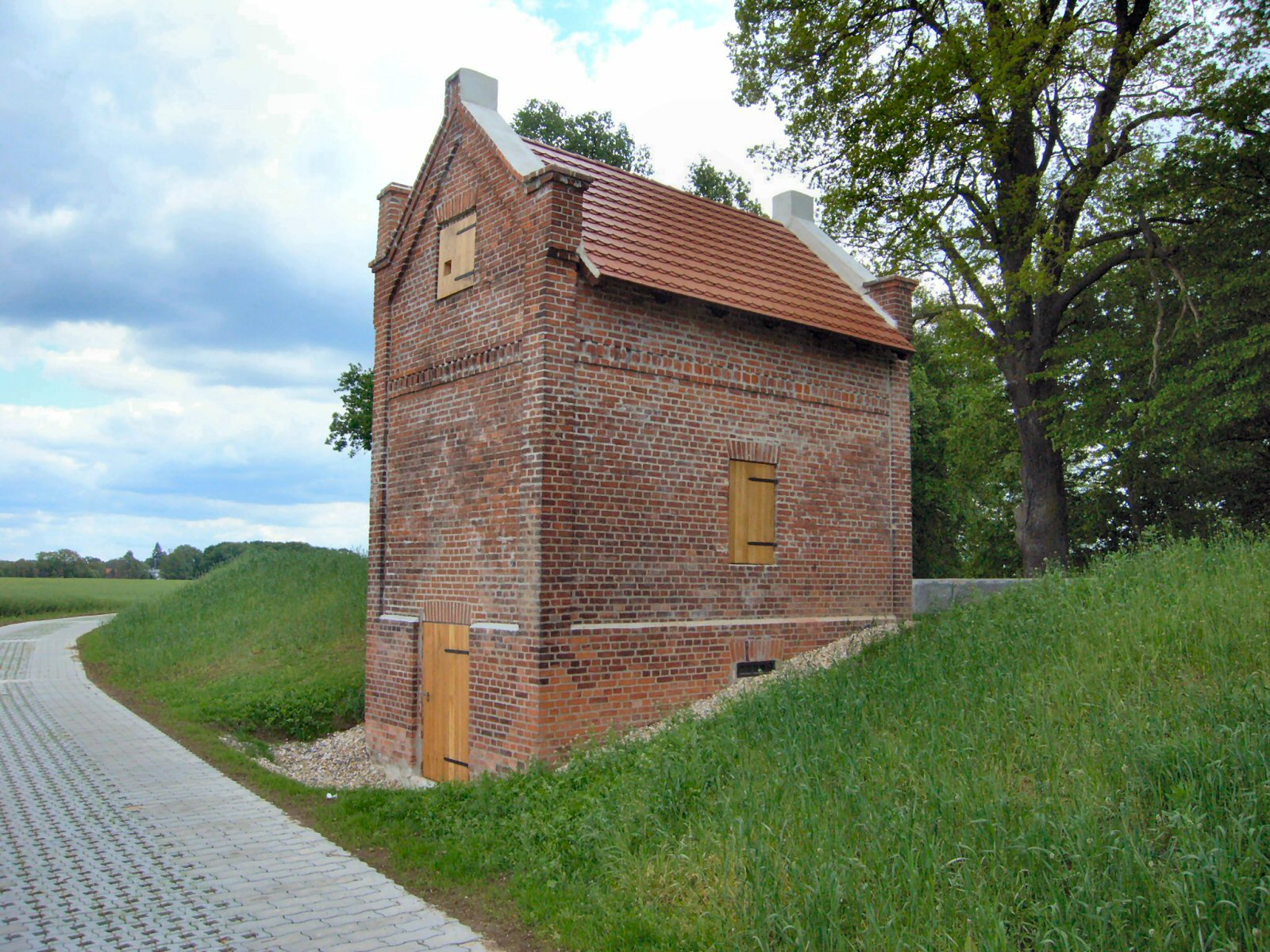
Wallwachhaus bei Sollnitz an der Mulde

Im Wallwachhaus werden Geräte und Materialien für den Hochwasserschutz am Wall/Deich gelagert.
Es kann ebenso als Unterkunft für die Wachmannschaft dienen, die von den meist erhöhten Gebäuden die überfluteten Gebiete gut übersehen kann und einen sicheren Zufluchtsort bei einer Überflutung hat.
Die Gebäude werden heute zum Teil zweckentfremdet genutzt.

## Wallwachhäuser im Dessau-Wörlitzer Gartenreiches
„Das Nützliche mit dem Schönen“ war der Leitspruch des Fürsten Franz von Anhalt-Dessau. Die unter seiner Regierung gemeinsam mit seinem Freund Friedrich Wilhelm von Erdmannsdorff entstandene Landschaftsgestaltung umfasste nicht nur Schlösser, Parks und Gärten, sondern auch den Hochwasserschutz an Elbe und Mulde. So wurden auch die von 1770 bis 1800 erbauten Wallwachhäuser in die Landschaftsgestaltung einbezogen. Heute sind sie die Kleinode an den Rad- und Wanderwegen des zum Weltkulturerbe gehörenden Gartenreiches Dessau-Wörlitz.

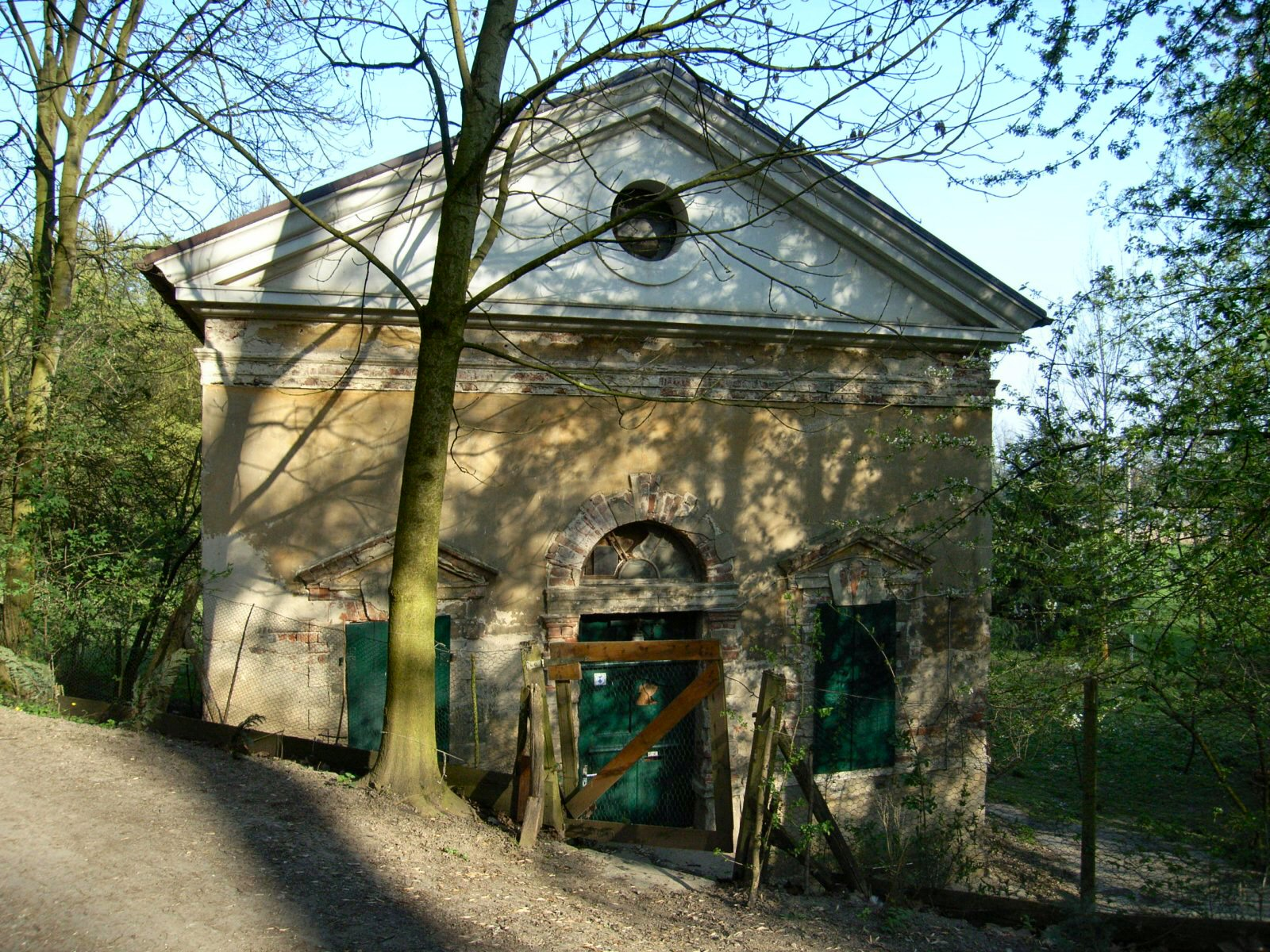
Wallwachhaus am Berting
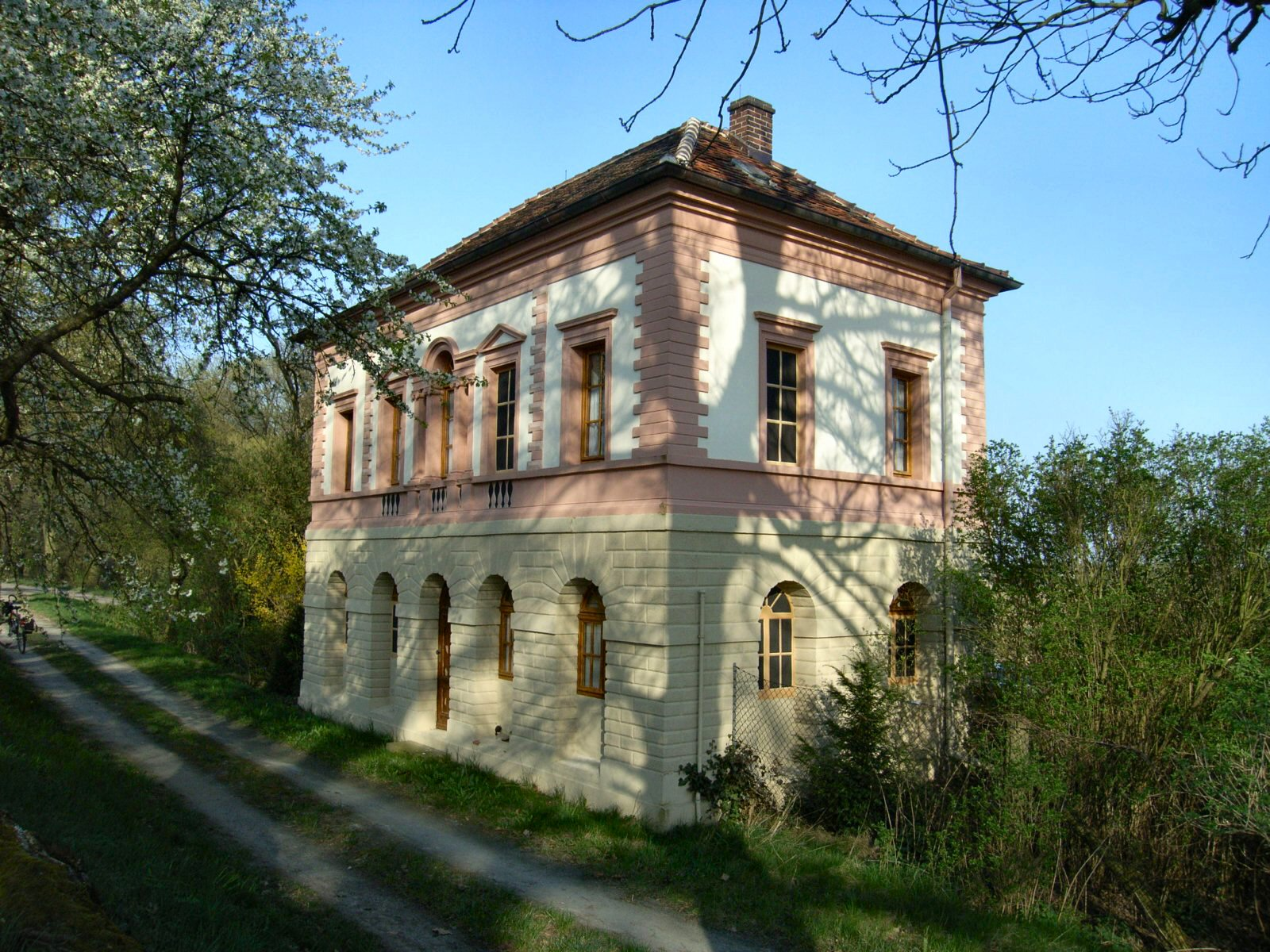
Wallwachhaus Mittelhölzer
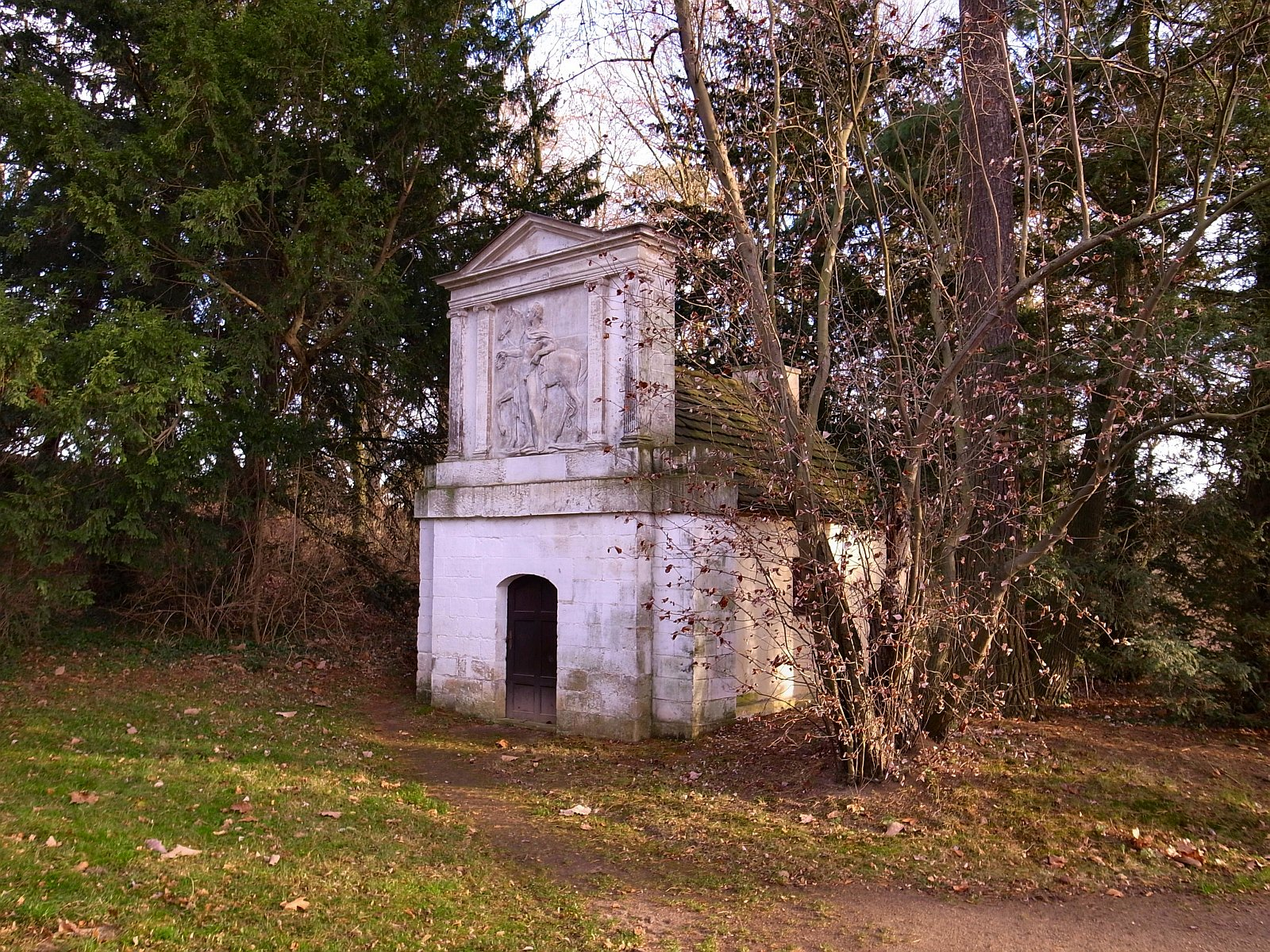
Wallwachhaus zum Pferde
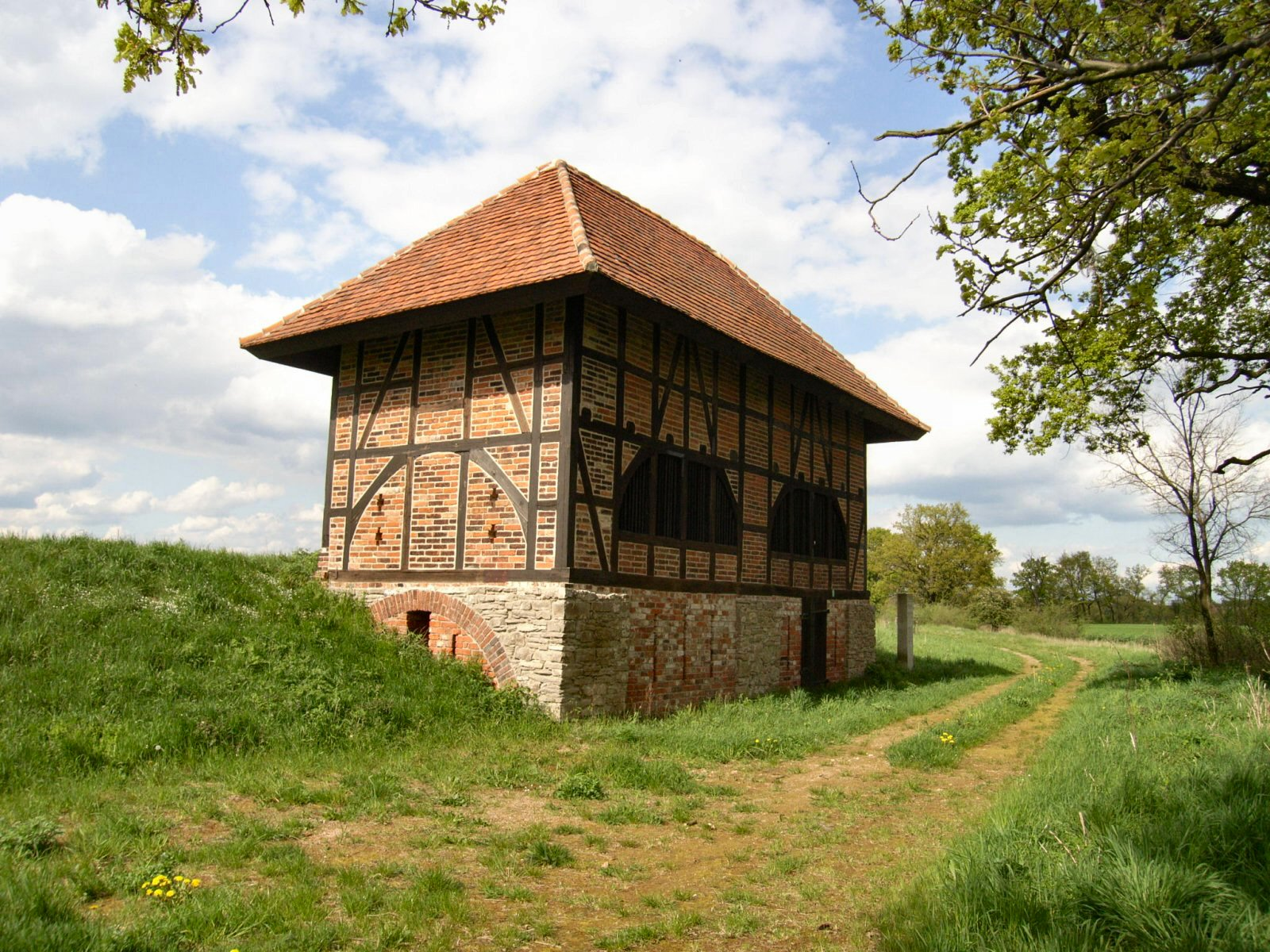
Wallwachhaus Rehsen
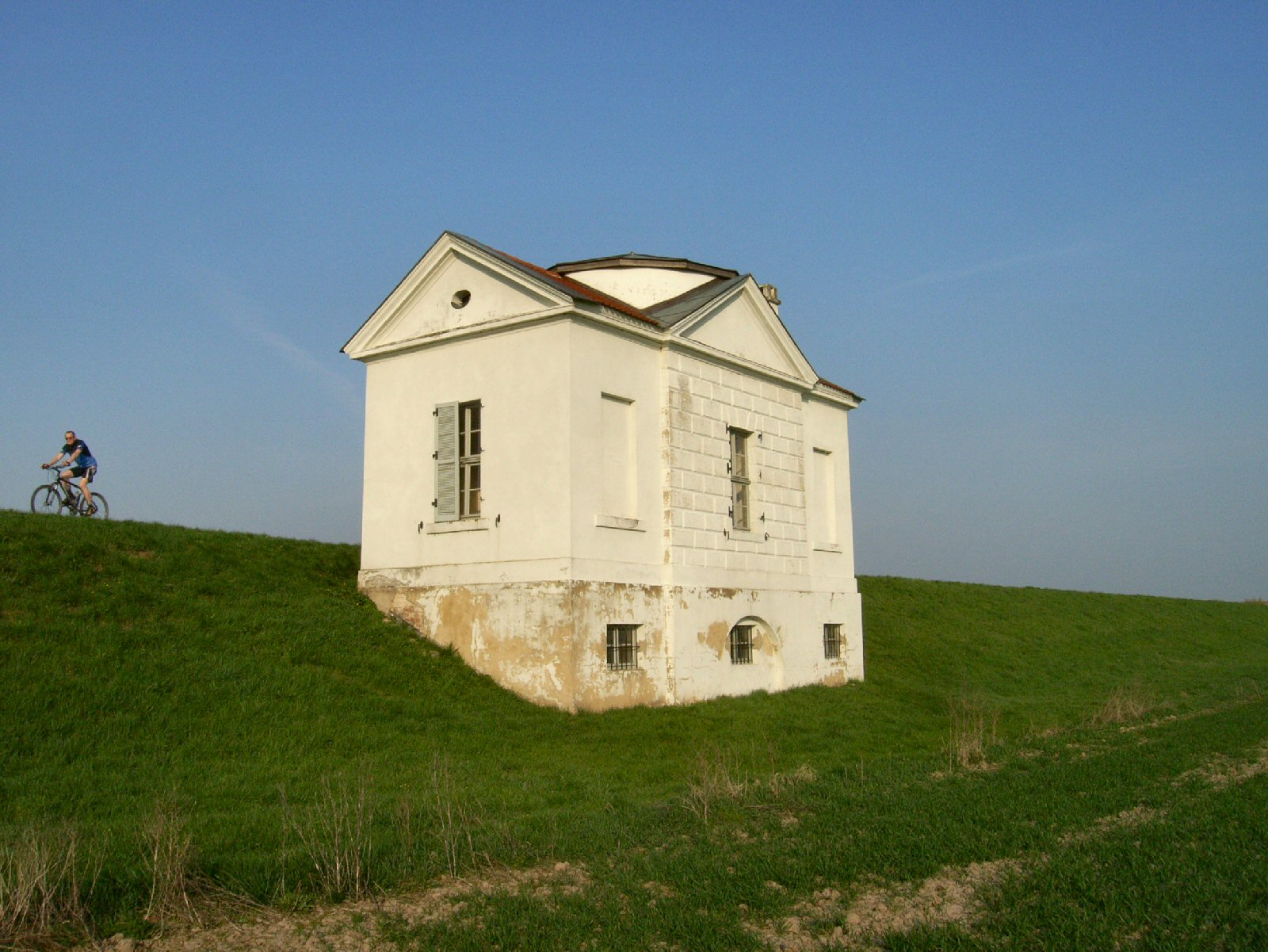
Dianentempel
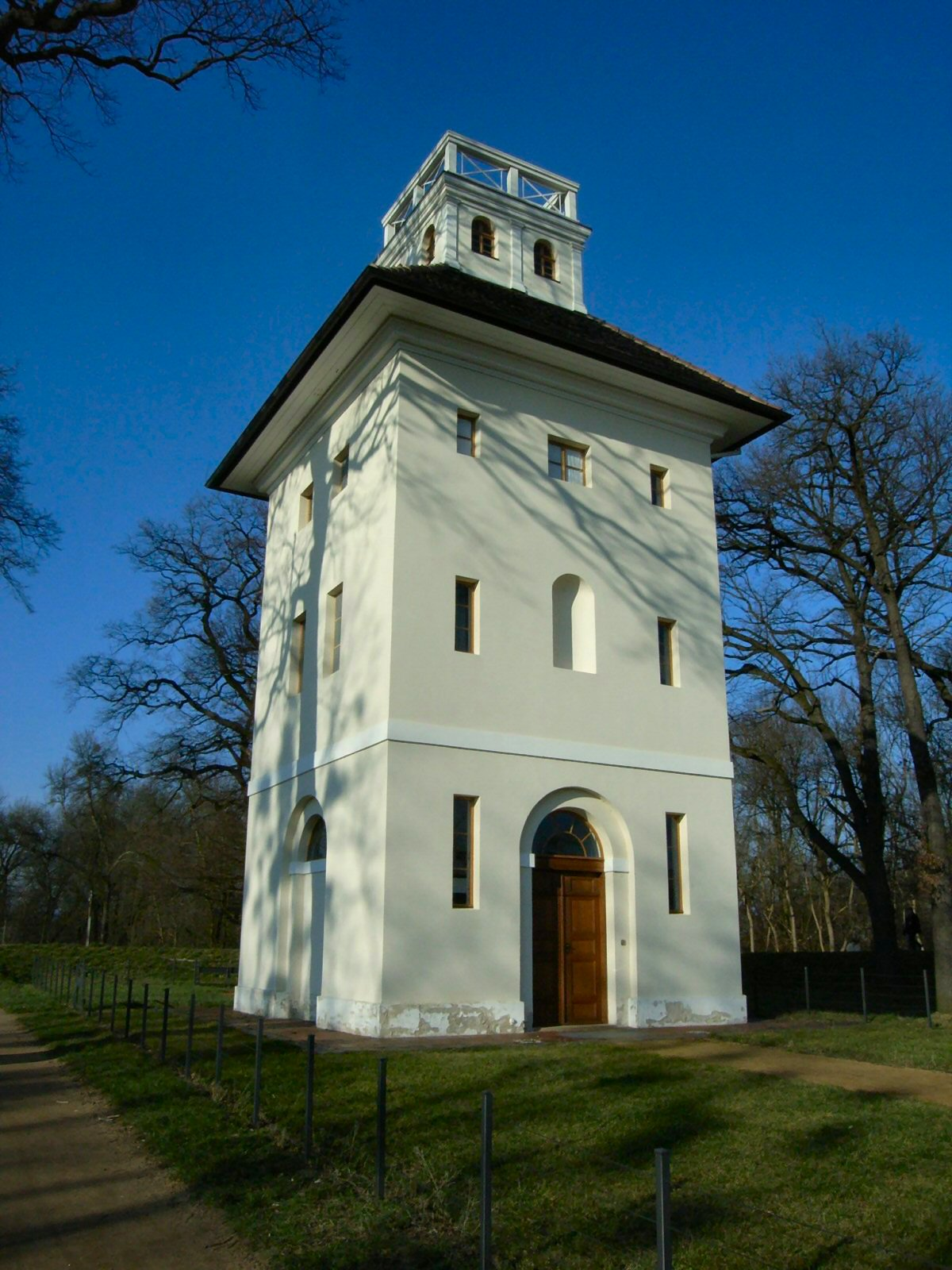
Elbpavillon
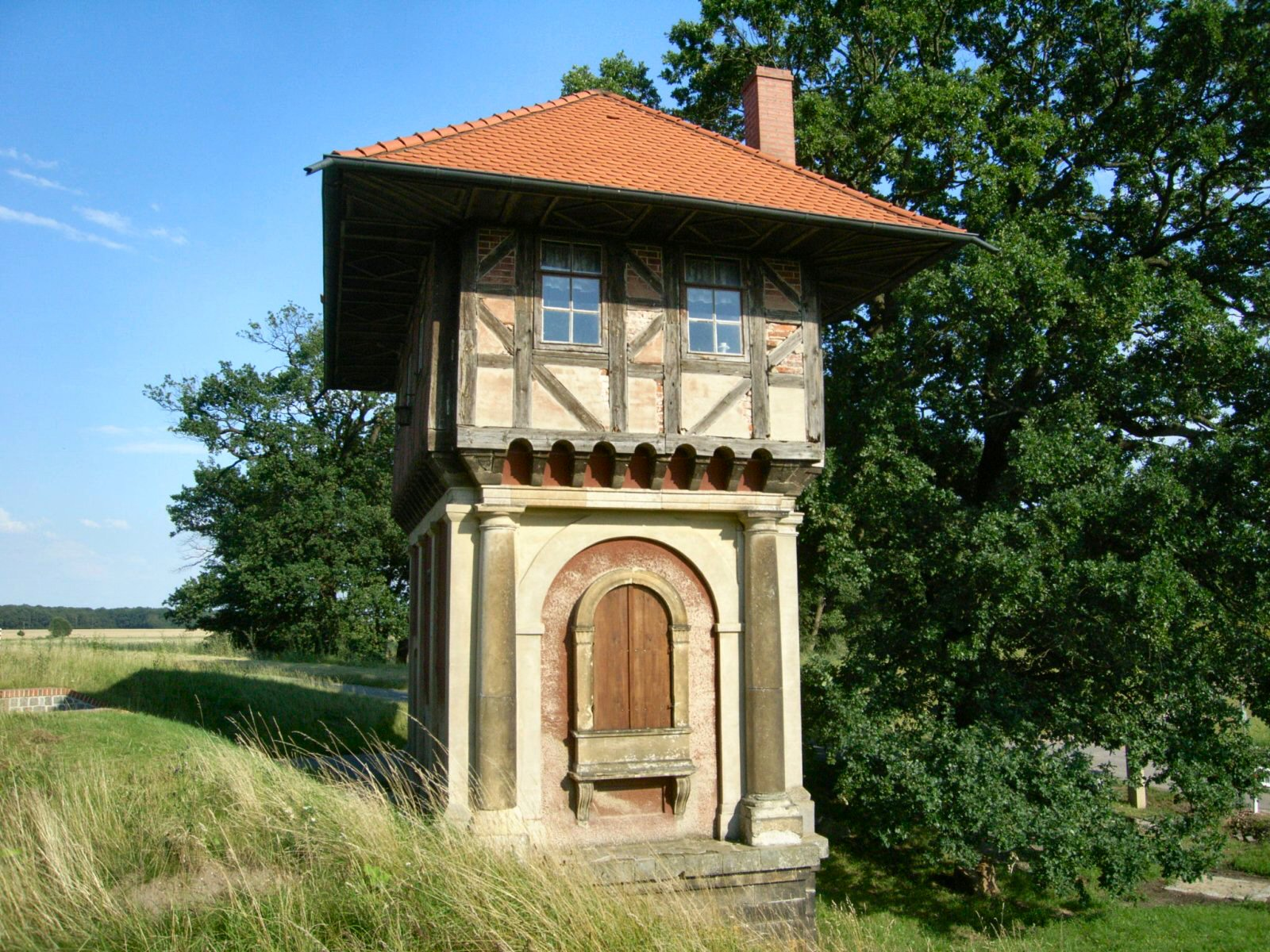
Limesturm
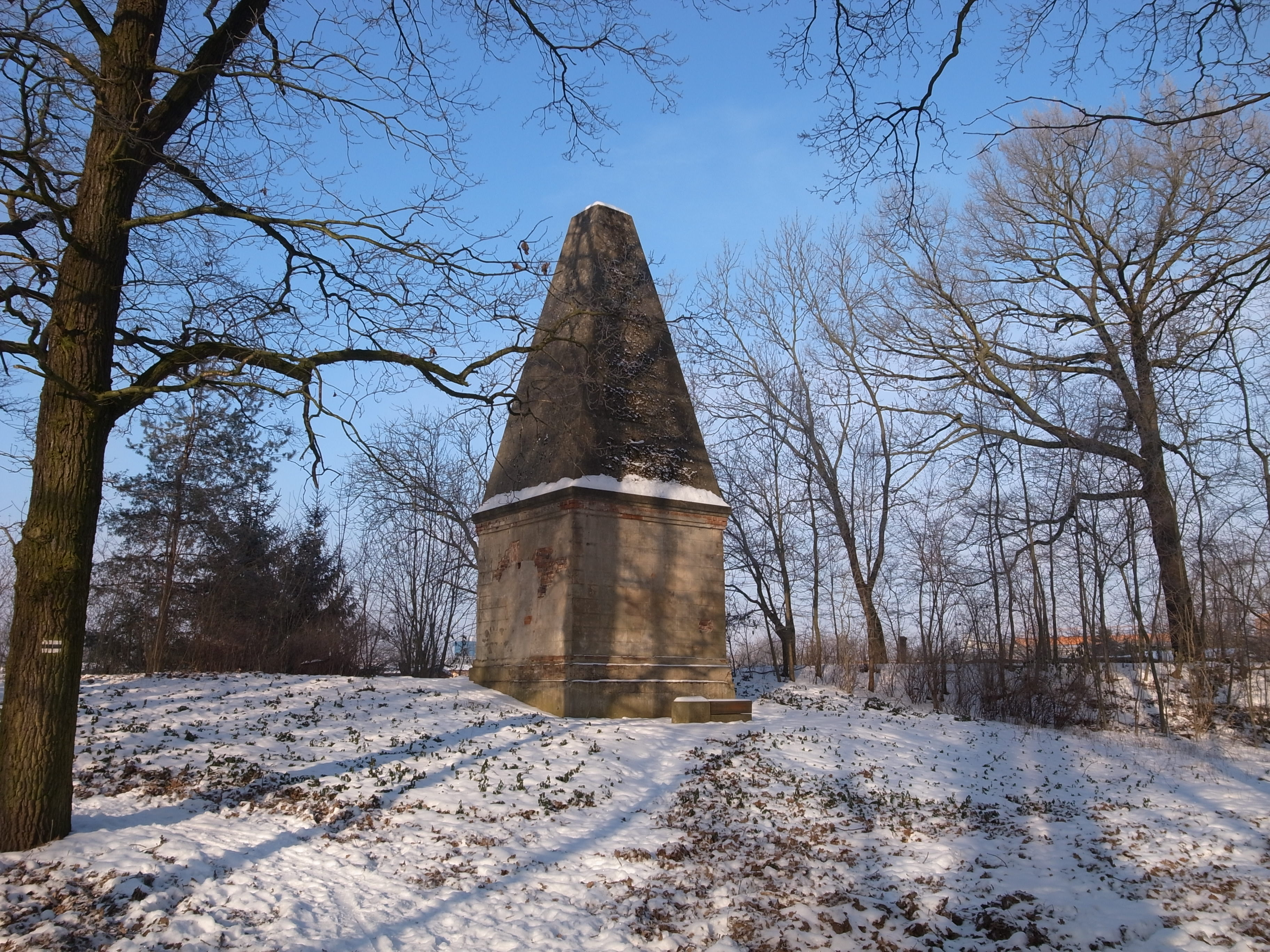
Pyramide am Gänsewall
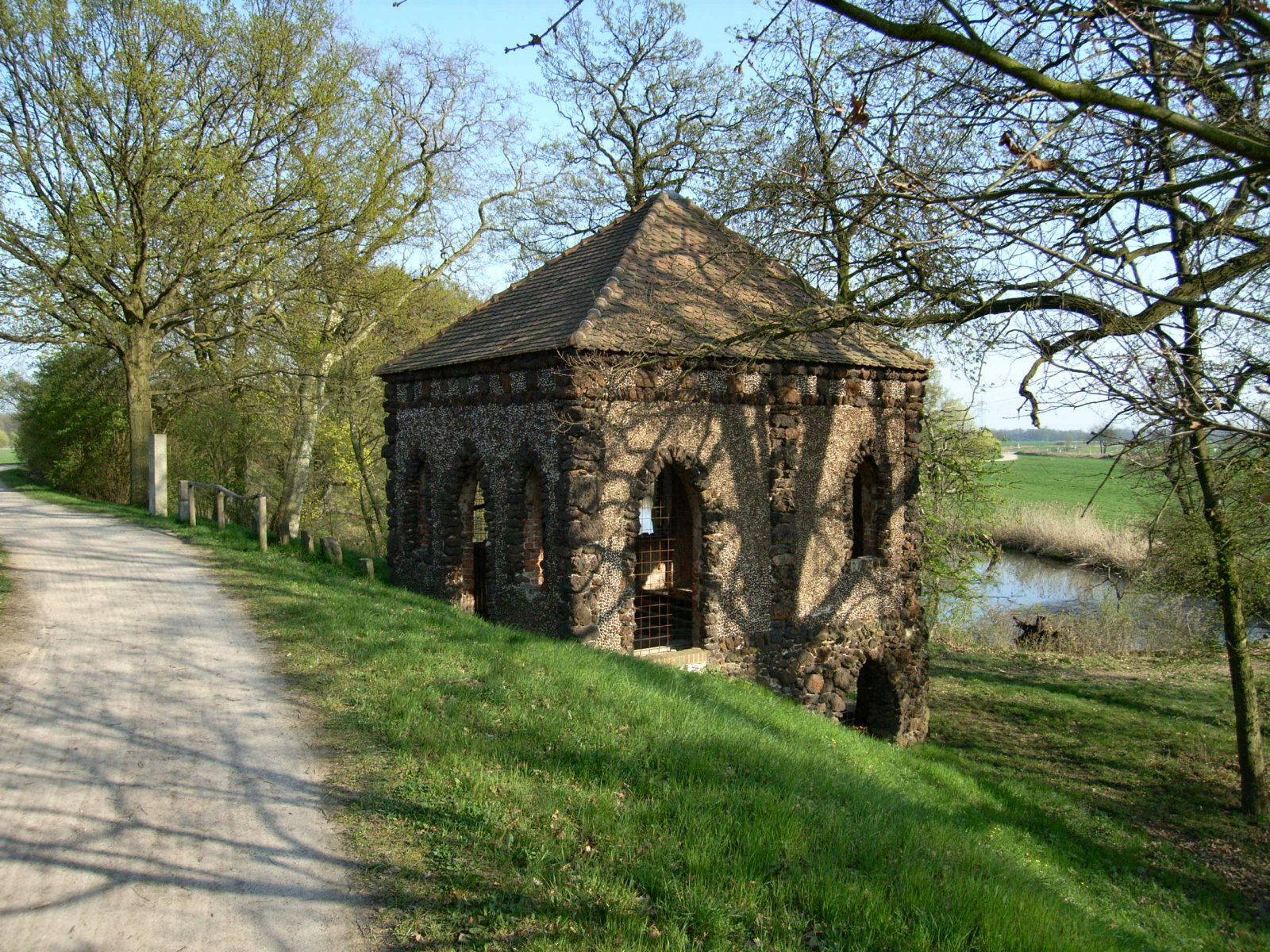
Rauhes Wallwachhaus
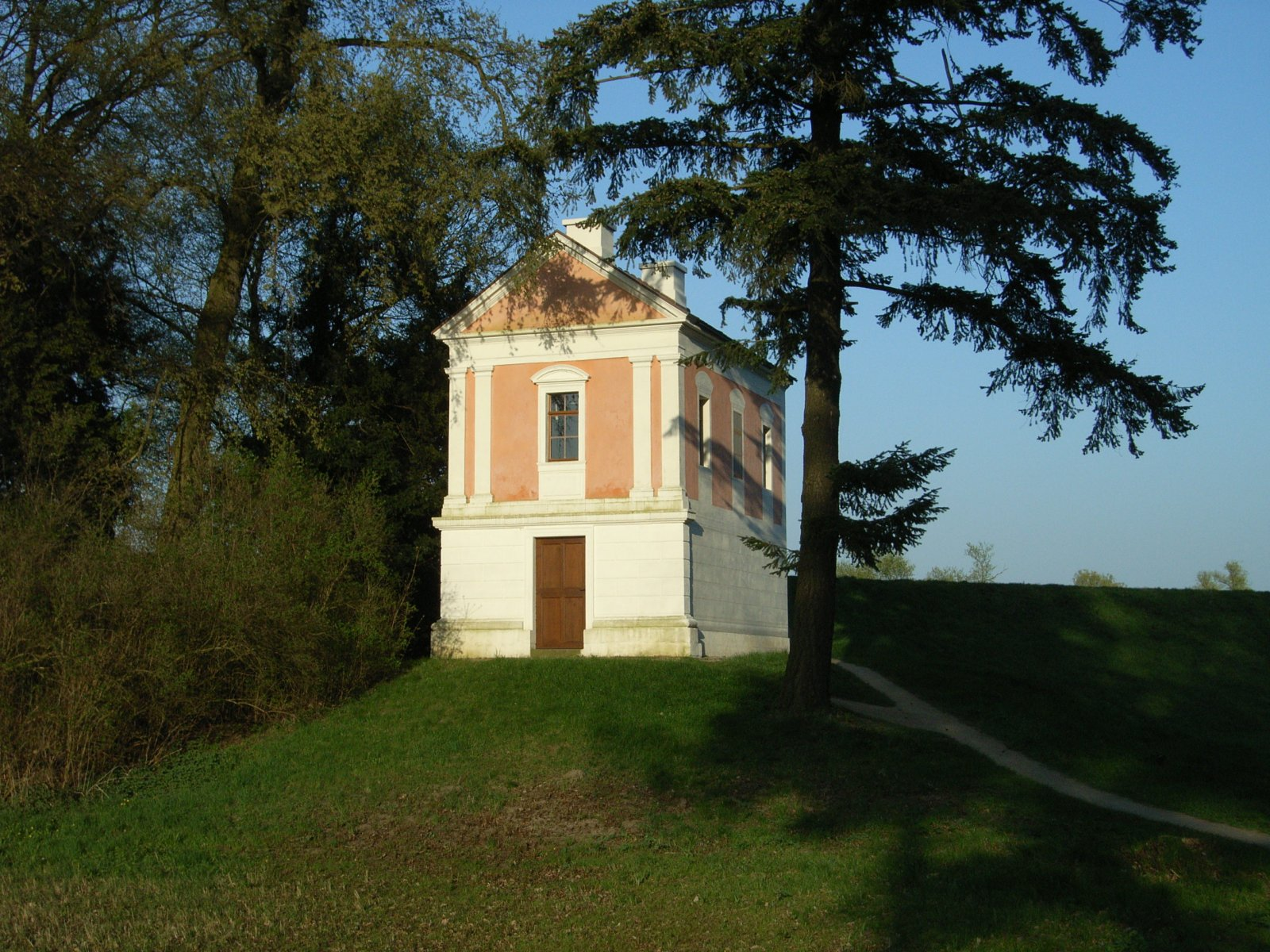
Rotes Wallwachhaus
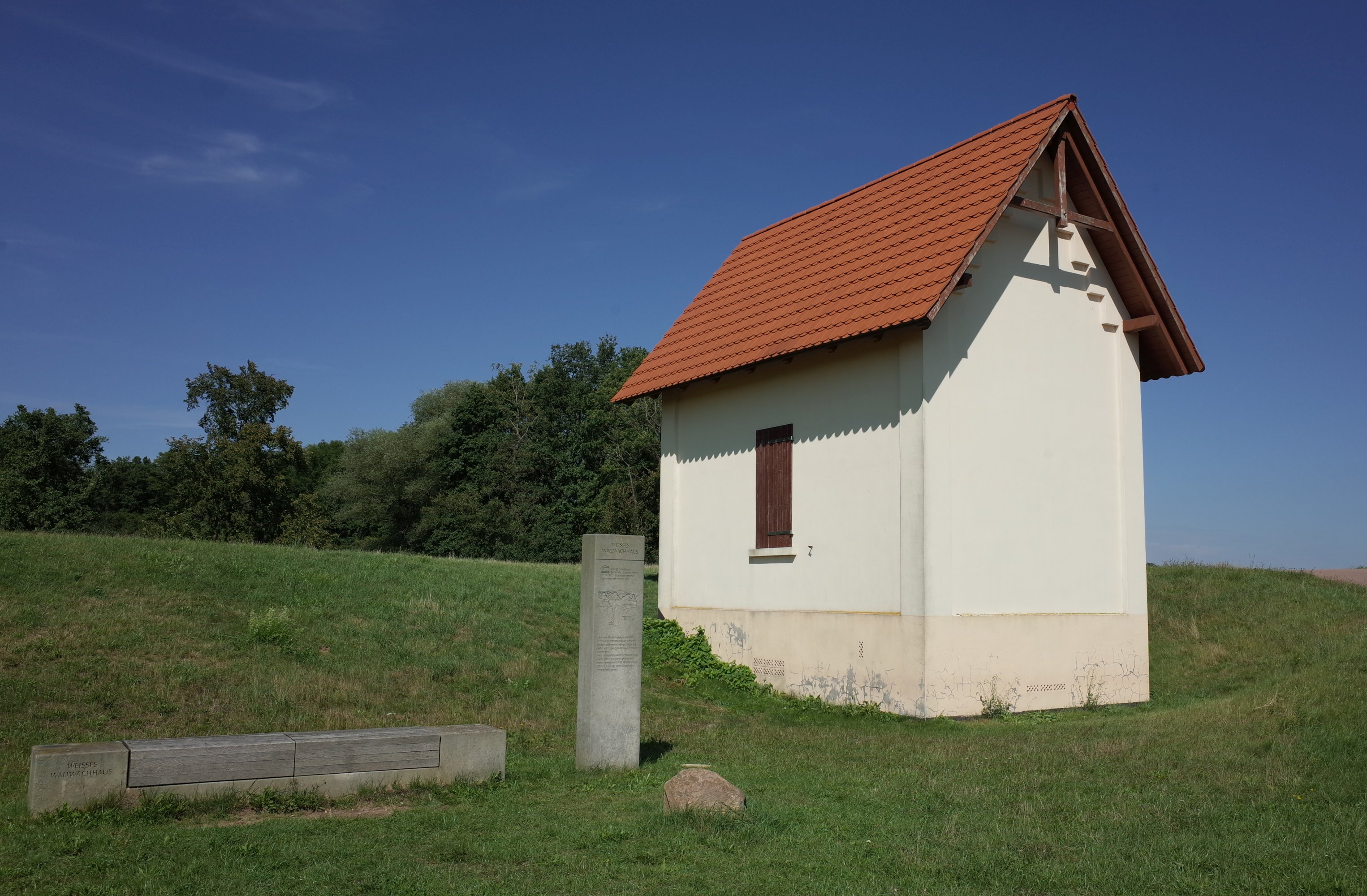
Weißes Wallwachhaus
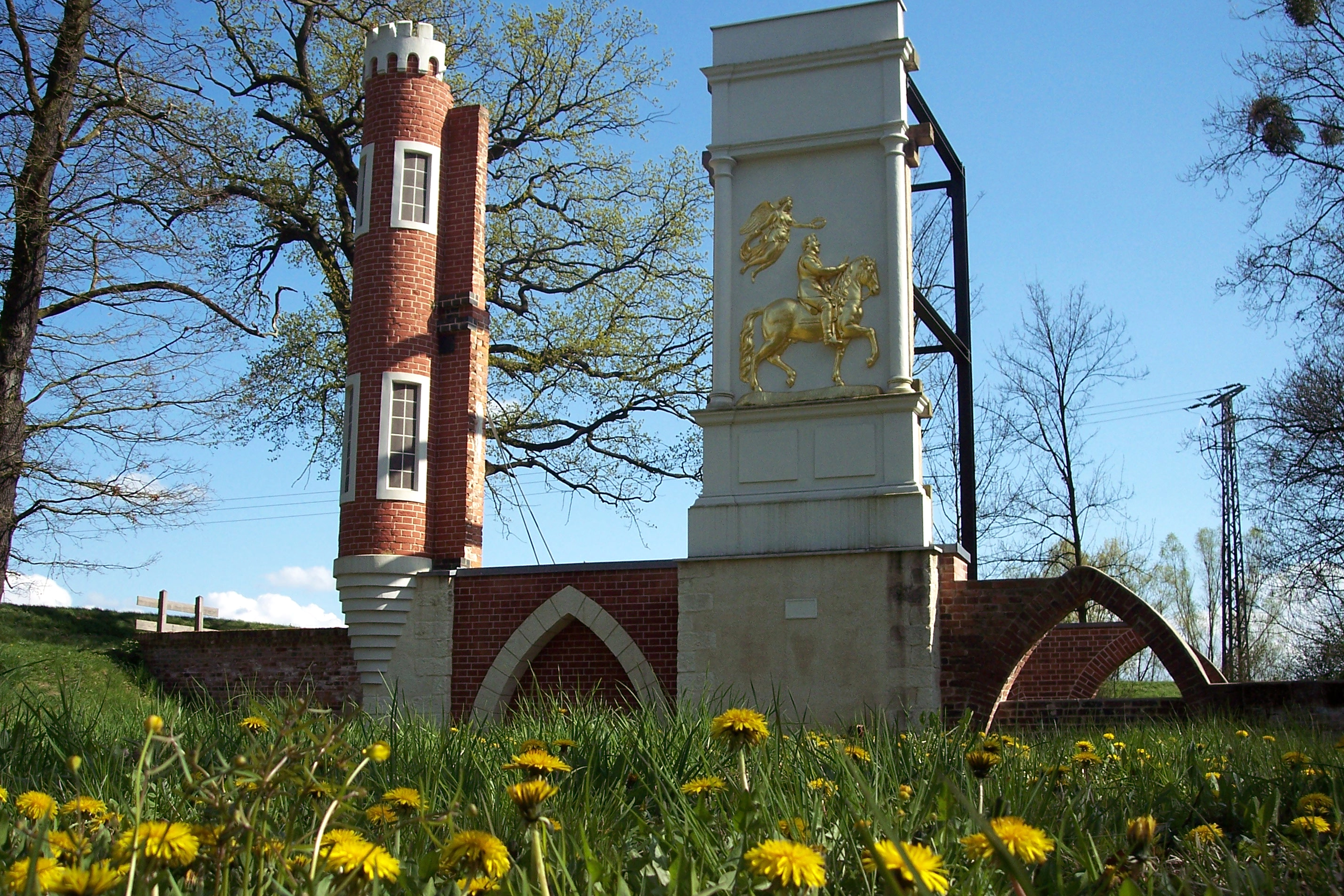
Gustavusburg